# Gouvernement Guerdjikov
 (août 2023).
Si vous disposez d'ouvrages ou d'articles de référence ou si vous connaissez des sites web de qualité traitant du thème abordé ici, merci de compléter l'article en donnant les références utiles à sa vérifiabilité et en les liant à la section « Notes et références ».
République de Bulgarie
Borissov II Borissov III
Le gouvernement Guerdjikov (en bulgare : Правителство на Огнян Герджиков) est le gouvernement de la république de Bulgarie du 27 janvier 2017 au 4 mai 2017.

## Historique et coalition
Dirigé par le Premier ministre Ognyan Guerdjikov, ce gouvernement exerce la direction de l'État jusqu'à la tenue des élections législatives anticipées du 26 mars 2017. À ce titre, il n'est constitué et soutenu par aucun parti politique, l'Assemblée nationale se trouvant dissoute. Le 25 janvier 2017, la composition du gouvernement est annoncée. Le chef du gouvernement et son équipe prennent leurs fonctions deux jours plus tard.
Il est formé à la suite de la démission du Premier ministre conservateur Boïko Borissov.
Il succède donc au gouvernement de celui-ci, constitué par une coalition centriste entre les Citoyens pour le développement européen de la Bulgarie (GERB), le Bloc réformateur (RB) et l'Alternative pour la renaissance bulgare (ABV).

## Composition
| Fonction                                                                          | Titulaire | Titulaire         | Parti |
| --------------------------------------------------------------------------------- | --------- | ----------------- | ----- |
| Premier ministre                                                                  |           | Ognyan Guerdjikov | NDSV  |
| Vice-Premier ministre Ministre de la Santé                                        |           | Ilko Semerdzhiev  | Sans  |
| Vice-Premier ministre Ministre de la Défense nationale                            |           | Stefan Yanev      | Sans  |
| Vice-Première ministre                                                            |           | Malina Krumova    | Sans  |
| Vice-Première ministre                                                            |           | Denitsa Zlateva   | BSP   |
| Ministre de l'Économie                                                            |           | Theodore Saddlery | Sans  |
| Ministre de l'Énergie                                                             |           | Nikolai Pavlov    | Sans  |
| Ministre du Développement régional et des Travaux publics                         |           | Spas Popnikolov   | Sans  |
| Ministre de l'Intérieur                                                           |           | Plamen Uzunov     | Sans  |
| Ministre des Finances                                                             |           | Kiril Ananiev     | RB    |
| Ministre du Travail et de la Politique sociale                                    |           | Galab Donev       | Sans  |
| Ministre des Transports, des Technologies de l'information et de la Communication |           | Hristo Alexiev    | Sans  |
| Ministre de l'Éducation et de la Science                                          |           | Nikolaï Denkov    | Sans  |
| Ministre de la Justice                                                            |           | Maria Pavlova     | Sans  |
| Ministre des Affaires étrangères                                                  |           | Radi Naydenov     | Sans  |
| Ministre de la Culture                                                            |           | Rasko Mladenov    | Sans  |
| Ministre de la Jeunesse et des Sports                                             |           | Daniela Dasheva   | Sans  |
| Ministre de l'Agriculture et de l'Alimentation                                    |           | Hristo Bozukov    | Sans  |
| Ministre de l'Environnement                                                       |           | Irina Kostova     | Sans  |
| Ministre du Tourisme                                                              |           | Stela Baltova     | Sans  |